# Jan Przanowski (prawnik)
Jan Przanowski (ur. 27 lipca 1909 w Warszawie, zm. 6 grudnia 1980 tamże) – polski ekonomista i prawnik, żołnierz 1 Dywizji Pancernej, wieloletni pracownik Polskiego Radia.

## Życiorys
Urodził się w rodzinie Władysława (1880–1937) i Teresy z Wojsznarów. Był wnukiem Edwarda (1845–1929), powstańca styczniowego, inżyniera. Jego stryjem był Stefan Przanowski.
Egzamin maturalny zdał w Gimnazjum im. Tadeusza Reytana w Warszawie (1929), a w 1933 uzyskał tytuł magistra nauk ekonomicznych na Wydziale Prawno-Ekonomicznym Uniwersytetu Poznańskiego.
Od 19 września 1933 do 15 lipca 1934 uczył się w Szkole Podchorążych Rezerwy Kawalerii w Grudziądzu, a następnie odbył praktykę w 7 pułku strzelców konnych wielkopolskich w Poznaniu. Na stopień podporucznika został mianowany ze starszeństwem z dniem 1 stycznia 1936 i 35. lokatą w korpusie oficerów rezerwy kawalerii. 
Od 1935 był pracownikiem Polskiego Radia w Warszawie, kolejno w Wydziale Ogólnym w Dyrekcji Administracyjnej, a następnie w Wydziale Aktualności w Dyrekcji Programowej.
W 1938 wraz z 24 pułkiem ułanów – jako dowódca plutonu ckm brał udział w zajęciu Zaolzia.
W czasie II wojny światowej był uczestnikiem wojny obronnej 1939: wraz z 24 pułkiem ułanów – walczył jako dowódca 2 plutonu w szwadronie ckm, przebył szlak bojowy od Jordanowa do Lwowa; 19 września 1939 przekroczył razem z 24 pułkiem ułanów granicę węgierską. W 1940 (po ucieczce z obozu internowanych w Parkanach) przedostał się do Francji, a następnie z 24 pułkiem do Anglii; w 1944 awansowany na stopień porucznika. Od 1 lipca 1944 na froncie zachodnim: zastępca dowódcy 2 szwadronu czołgów i dowódca 3 szwadronu czołgów 24 pułku ułanów w ramach 1 Dywizji Pancernej gen. S. Maczka. W 1944 awansowany na rotmistrza. Walczył we Francji (Normandia, Falaise), Belgii (Antwerpia), Holandii (Breda, Moerdijk), Niemczech (Papenburg, Aschendorf). Posiadał przydomek „Przan”.
Do Polski powrócił w 1947 i podjął pracę w Biurze Prawnym Polskiego Radia, a następnie jako kierownik Wydziału Rozrachunkowego Dyrekcji Programowej. Od 1950 pracował w Biurze Planowania Polskiego Radia, w latach 1955–1971 pełnił funkcję dyrektora Biura (z czasem w strukturze Komitetu ds. Radia i Telewizji). 
Był rozpracowany w ramach sprawy obiektowej (SO) prowadzonej w latach 1947–1972 przez Wydział II Urzędu Bezpieczeństwa Publicznego dla m.st. Warszawy.

Był autorem wspomnień wojennych, m.in. Bitwa pod Moerdijk [w:] 1 Dywizja Pancerna w walce, praca zbiorowa. Brussels 1947, s. 261–265 oraz [w:] Księga wspomnień: na Zachodzie, red.: J. Przanowski, S. Smoleński. Warszawa: Wyd. Radia i Telewizji, 1972, s. 84–88. 

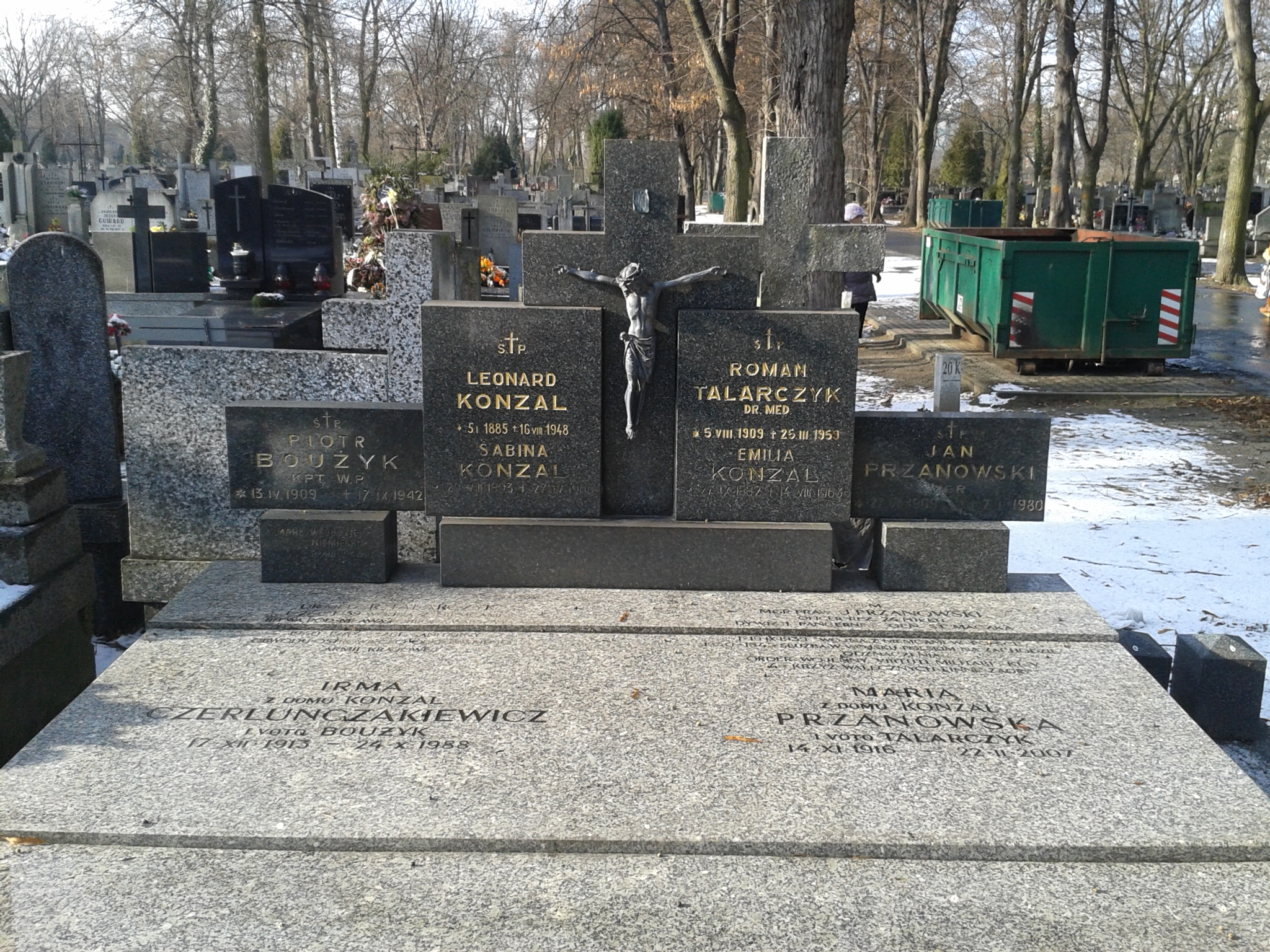
Grób Jana Przanowskiego na cmentarzu Bródnowskim w Warszawie

Opracował, wraz ze Stanisławem Smoleńskim, Skrócone kalendarium Polskiego Radia za lata 1924–1939 (druk do użytku wewnętrznego) oraz Kalendarz Komitetu ds. Radia i Telewizji za lata 1944–1973 (maszynopis). 
Był trzykrotnie żonaty, nie miał dzieci. 
Zmarł w Warszawie, pochowany na cmentarzu Bródnowskim (kwatera 18 K-32). 

## Ordery i odznaczenia
- Krzyż Srebrny Orderu Virtuti Militari nr 10522 za kampanię na froncie zachodnim 1944–1945[11]
- Krzyż Kawalerski Orderu Odrodzenia Polski (1959)
- Krzyż Walecznych (trzykrotnie)[12]
- Medal Wojska (1946)
- Złoty Krzyż Zasługi (1954)[13]
- Odznaka Grunwaldzka (1971)
- Gwiazda Francji i Niemiec (Wielka Brytania)
- Gwiazda za Wojnę 1939–1945 (Wielka Brytania)
- Medal Obrony (Wielka Brytania)
- Medal Wojny 1939–1945 (Wielka Brytania)